# Forêts mixtes du Sud de Sakhaline et des Kouriles
Localisation
Les forêts mixtes du Sud de Sakhaline et des Kouriles forment une écorégion terrestre définie par le Fonds mondial pour la nature (WWF), qui appartient au biome des forêts de feuillus et forêts mixtes tempérées de l'écozone paléarctique. Elle recouvre la pointe Sud-Ouest de l'île de Sakhaline et l'archipel de Kouriles dans l'Extrême-Orient russe sur 12 400 km².